# Campionati europei di ciclismo su strada 2016 - Cronometro femminile Junior
La cronometro femminile Junior dei Campionati europei di ciclismo su strada 2016, dodicesima edizione della prova, si disputò il 14 settembre 2016 su un percorso di 12,7 km, con partenza ed arrivo a Plumelec, in Francia. La medaglia d'oro fu appannaggio dell'italiana Lisa Morzenti, la quale completò il percorso con il tempo di 19'02"04, alla media di 40,035 km/h; argento andò all'altra italiana Alessia Vigilia e bronzo alla francese Juliette Labous.
Partenza con 41 cicliste, le quali tutte completarono la competizione.

## Ordine d'arrivo (Top 10)
| Pos. | Corridore           | Squadra     | Tempo    |
| ---- | ------------------- | ----------- | -------- |
| 1    | Lisa Morzenti       | Italia      | 19'02"04 |
| 2    | Alessia Vigilia     | Italia      | a 14"    |
| 3    | Juliette Labous     | Francia     | a 22"    |
| 4    | Jessica Roberts     | G. Bretagna | a 42"    |
| 5    | Marija Novolodskaja | Russia      | a 44"    |
| 6    | Karlijn Swinkels    | Paesi Bassi | s.t.     |
| 7    | Henrietta Colborne  | G. Bretagna | a 47"    |
| 8    | Anne-Sophie Harsch  | Lussemburgo | a 51"    |
| 9    | Simone Eg           | Danimarca   | a 1'00"  |
| 10   | Christa Riffel      | Germania    | a 1'01"  |